# OV Regio IJsselmond
OV Regio IJsselmond NV was een Nederlands stads- en streekvervoerbedrijf en is een dochteronderneming van Connexxion. Het bedrijf maakte gebruik van de KvK-gegevens van Novio en was daarmee de rechtmatige opvolger van Novio.

## Concessie IJsselmond
In het voorjaar van 2013 deed het bedrijf mee aan de aanbesteding van de concessie IJsselmond, het busvervoer in gebied Noordwest-Overijssel (gemeenten Kampen, Steenwijkerland en Zwartewaterland) en provincie Flevoland (gemeenten Dronten, Noordoostpolder, Urk en Zeewolde). In juli 2013 werd bekend dat OV Regio IJsselmond de concessie had gewonnen. Hiermee keerde Novio op 8 december 2013 na 1 jaar afwezigheid weer terug, maar dan onder een andere naam. Van december 2013 t/m voorjaar 2014 reden de bussen onder de naam Connexxion.
Op 4 mei 2014 is een nieuwe dienstregeling ingegaan. Alle nieuwe bussen waren sindsdien in dienst.
Op 10 december 2023 kwam aan deze concessie een einde en werd het onderdeel van de door EBS gereden concessie IJssel-Vecht.

## Huisstijl
De bussen in deze concessie droegen een regionale huisstijl die door de provincies Overijssel en Flevoland was vastgesteld. De huisstijl leek op die van Midden-Overijssel (uitgevoerd door Syntus Overijssel), de Regiotaxi Overijssel en de Vechtdallijnen (uitgevoerd door Arriva). De basiskleur was blauw met aan de linkerzijde (blinde zijde) provincie Overijssel-opschriften en aan de rechterzijde (deurzijde) provincie Flevoland-opschriften. Op de bus stonden verder verschillende reizigersgroepen.

## Materieel
Tot begin mei 2014 reed OV Regio IJsselmond door met het 'oude' materieel van Connexxion. Daarna stroomden nieuwe bussen in. De Volvo 8700 bussen uit 2008 bleven wel en werden voorzien van de nieuwe huisstijl en werden bovendien voorzien van betere stoelen. Ook bleven nog een aantal oudere bussen ten behoeve van de scholierenlijnen.
| Series                                      | Bouwjaar | Bustype                       | Status                | Inzet                                | Bijzonderheden | Afbeelding |
| ------------------------------------------- | -------- | ----------------------------- | --------------------- | ------------------------------------ | --- | ---------- |
| 1176 (589)                                  | 2008     | Van Hool T915 CL              | Uit dienst            | Lijn 625                             | Bus is eigendom van Gebo Tours. |            |
| 3519, 3523-3526, 3531-3532, 3541, 3547-3549 | 2005     | Volvo 8700 RLE                | Uit dienst            |                                      | Ex-Interliner Zuid-Holland. Werden tot begin mei 2014 ingezet op de reguliere lijnen. Sinds de komst van de nieuwe bussen werden enkele bussen van deze serie ingezet op de scholierenlijnen waar ze de gelede bussen hadden vervangen. Vanaf een onbekend moment zijn deze bussen naar Connexxion Tours gegaan. |            |
| 3960, 3963, 3969, 3978, 3990, 4001          | 2007     | Mercedes-Benz Citaro Facelift | Uit dienst            | Kernnetwerk                          | Ex-Connexxion Amstelland-Meerlanden (Schiphol Sternet). Begin 2020 in IJsselmond komen te rijden ter vervanging van de Iveco's die problemen hadden met het motorblok. Deze bussen zijn na de tijdelijke inzet uit dienst getreden. |            |
| 4312-4317                                   | 2014     | VDL Citea XLE 145.360         | Naar Connexxion       | Kernnetwerk                          | |            |
| 4630-4636                                   | 2007     | Van Hool newAG300             | Uit dienst            | Kernnetwerk en scholierenlijnen      | Ex-GVU. 4632 uit dienst na brand. De rest van de bussen in deze serie zijn begin 2021 uit dienst gegaan. |            |
| 5500-5538                                   | 2014     | Iveco Crossway LE             | Naar Hermes           | Kernnetwerk                          | |            |
| 5670-5684                                   | 2005     | Volvo 8700 BLE                | Uit dienst            | Kernnetwerk                          | |            |
| 5685-5693, 5697-5698                        | 2005     | Volvo 8700 BLE                | Uit dienst            | Kernnetwerk                          | Ex-Hanzeliner. Werden ingezet tot mei 2014. |            |
| 5729-5748                                   | 2008     | Volvo 8700 RLE                | Uit dienst            | Kernnetwerk                          | Ex-Breng. Overgekocht van bushandelaar Womy in Moerdijk. Tien bussen hebben in 2008/2009 tijdelijk dienstgedaan bij Qbuzz in Zuidoost-Friesland. De complete serie verhuisde per 9 december 2012 naar de concessie IJsselmond van Connexxion. Ze zijn sinds 8 december 2013 in dienst bij OV Regio IJsselmond en in januari 2014 voorzien van de Veolia HOV-interieur. 5729-5736 reden aanvankelijk ook bij deze vervoerder, maar vanwege capaciteitsproblemen gingen deze bussen naar Connexxion Academy. Ze werden vervangen door de gelede serie 4630-4636 en kwam er een 13.7 meter bus over uit het Gooi en de Vechtstreek (5760). De 5737 en 5738 gingen per december 2022 naar Hermes in Veluwe-Zuid. De 5739-5748 gingen per maart 2024 naar Connexxion in Zeeland. |            |
| 5760                                        | 2011     | VDL Citea XLE 137.360         | Terug naar Connexxion | Kernnetwerk                          | Werd eerder door Connexxion gebruikt op R-net lijn 320 in het Gooi en de Vechtstreek. |            |
| 7300                                        | 2014     | VDL Midcity                   | Uit dienst            | Buurtbussen                          | |            |
| 7448                                        | 2008     | Mercedes-Benz Sprinter        | Uit dienst            | Buurtbussen                          | Reserve voor buurtbus. Ex-Connexxion Twente |            |
| 7800-7802, 7807, 7810, 7813                 | 2000     | Berkhof Duvedec               | Uit dienst            | Spits- en scholierenlijnen           | |            |
| 7852                                        | ????     | Mercedes-Benz Sprinter        | Uit dienst            | Buurtbus 506                         | |            |
| 8795                                        | 2005     | VDL Berkhof Ambassador 200    | Uit dienst            | Kernnetwerk                          | |            |
| 9105, 9148, 9150, 9152                      | 2003     | Mercedes-Benz Citaro G        | Uit dienst            | Spits- en scholierenlijnen           | Deze bussen zijn op een onbekend moment naar Connexxion Tours gegaan. |            |
| 9163-9165                                   | 2004     | Mercedes-Benz Citaro G        | Uit dienst            | Spits- en scholierenlijnen           | Deze bussen zijn op een onbekend moment naar Connexxion Tours gegaan. |            |
| 9167-9171                                   | 2004     | Mercedes-Benz Citaro G        | Uit dienst            | Spits- en scholierenlijnen (beperkt) | |            |
| 9179                                        | 2005     | Mercedes-Benz Citaro G        | Uit dienst            | Lijnen 71, 141 en 641                | Ex-Connexxion Voorne Putten |            |
| 9209, 9227                                  | 2007     | Mercedes-Benz Citaro G        | Uit dienst            | Lijnen 71, 141 en 641                | Ex-Connexxion Amstelland-Meerlanden (R-net). Tijdelijke bussen wegens inbouw nieuwe boordcomputer in andere bussen. |            |
| 9219-9220 (722-723)                         | 2007     | Mercedes-Benz Citaro G        | Uit dienst            | Lijnen 247 en 625                    | Werden tot april 2018 door Connexxion ingezet op de R-net lijnen van Amstelland-Meerlanden. Deze bussen zijn eigendom van Smit Reizen. |            |
| 9256, 9260, 9262                            | 2008     | Mercedes-Benz Citaro G        | Uit dienst            | Lijnen 71, 141 en 641                | Ex-Connexxion Utrecht. Deze bussen hebben daarna nog in andere concessies gereden voordat ze in dienst kwamen in IJsselmond. De 9260 ging in december 2022 naar Hermes voor inzet in Veluwe-Zuid. |            |
| 9301-9306                                   | 2017     | Solaris Urbino 18             | Naar Hermes           | Lijnen 71, 141 en 641                | Ex-Connexxion Amstelland-Meerlanden (R-net). |            |
| 9374                                        | 2018     | Solaris Urbino 18             | Naar Hermes           | Lijnen 71, 141 en 641                | Ex-Connexxion Noord-Holland Noord. |            |